# Jurij Kolokol'nikov
Jurij Andreevič Kolokol'nikov (in russo Ю́рий Андре́евич Колоко́льников?; Mosca, 15 dicembre 1980) è un attore russo, conosciuto fuori dalla Russia soprattutto per il ruolo di Styr nella serie televisiva Il Trono di Spade.

## Filmografia parziale

### Cinema
- Retro vtroёm, regia di Pëtr Todorovskij (1998)
- Zavist' bogov, regia di Vladimir Men'šov (2000)
- Ledi na den', regia di Dmitrij Astrachan (2002)
- Statskij sovetnik, regia di Filipp Jankovskij (2005)
- Grečeskie kanikuly, regia di Vera Storoževa (2005)
- The Iris Effect, regia di Nikolaj Lebedev (2005)
- I gynaika einai... skliros anthropos, regia di Antōnīs Kafetzopoulos (2005)
- Pljus odin, regia di Oksana Byčkova (2008)
- Košečka, regia di Grigorij Konstantinopol'skij (2009)
- Sobytie, regia di Andrej Ėšpaj (2009)
- Attacco a Leningrado (Leningrad), regia di Aleksandr Buravskij (2009)
- Samka, regia di Grigorij Konstantinopol'skij (2011)
- Poddubnyj, regia di Gleb Orlov (2014)
- Pro ljubov', regia di Anna Melikjan (2015)
- The Transporter Legacy (The Transporter Refueled), regia di Camille Delamarre (2015)
- Duėljant, regia di Aleksej Mizgirёv (2016)
- Stratton - Forze speciali (Stratton), regia di Simon West (2017)
- Come ti ammazzo il bodyguard (The Hitman's Bodyguard), regia di Patrick Hughes (2017)
- Hunter Killer - Caccia negli abissi (Hunter Killer), regia di Donovan Marsh (2018)
- Iron Mask - La leggenda del dragone (Tajna pečati drakona), regia di Oleg Stepčenko (2019)
- 6 Underground, regia di Michael Bay (2019)
- Tenet, regia di Christopher Nolan (2020)
- Pattini d'argento (Serebrjanye kon'ki), regia di Michail Lokšin (2020)
- Petrov's Flu (Petrovy v grippe), regia di Kirill Serebrennikov (2021)
- Moloko, regia di Karen Oganesjan (2021)
- Il maestro e Margherita (Master i Margarita), regia di Michail Lokšin (2024)
- Kraven - Il cacciatore (Kraven the Hunter), regia di J. C. Chandor (2024)
- Una scomoda circostanza (Caught Stealing), regia di Darren Aronofsky (2025)

### Televisione
- Il caso Rasputin (Raspoutine), regia di Josée Dayan – film TV (2011)
- Il Trono di Spade (Game of Thrones) – serie TV, 4 episodi (2014)
- The Americans – serie TV, 5 episodi (2017-2018)
- The White Lotus – serie TV, 5 episodi (2025)